# Kanjō Effect
Kanjō Effect (jap. 感情エフェクト Kanjō Efekuto) – trzeci album studyjny japońskiego zespołu ONE OK ROCK, wydany 12 listopada 2008 roku. Album osiągnął 13 pozycję w rankingu Oricon i pozostał na listach przebojów przez 15 tygodni. Sprzedano 23 063 egzemplarzy.

## Lista utworów
| Nr  | Tytuł                                                                                          | Słowa | Kompozycja | Czas  |
| --- | ---------------------------------------------------------------------------------------------- | ----- | ---------- | ----- |
| 1.  | "Koi no aibō kokoro no Cupid" (jap. 恋ノアイボウ心ノクピド Koi no aibō kokoro no Kupido)       | Toru  | Toru       | 2:53  |
| 2.  | "Doppelgänger" (jap. どっぺるゲンガー Dopperugengā)                                            | Taka  | Taka       | 3:40  |
| 3.  | "Kaimu" (jap. 皆無)                                                                            | Taka  | Taka       | 3:39  |
| 4.  | "20 years old"                                                                                 | Taka  | Taka       | 3:52  |
| 5.  | "Living Dolls"                                                                                 | Toru  | Toru       | 3:59  |
| 6.  | "Break My Strings"                                                                             | Taka  | Alex/Taka  | 4:07  |
| 7.  | "Sonzai shōmei" (jap. 存在証明)                                                                | Taka  | Toru/Taka  | 3:13  |
| 8.  | "CONVINCING"                                                                                   | Taka  | Taka       | 3:41  |
| 9.  | "My sweet baby"                                                                                | Taka  | Taka       | 4:55  |
| 10. | "Reflection"                                                                                   | Taka  | Alex/Taka  | 3:37  |
| 11. | "Viva Violent Fellow ~Utsukushiki Moshpit~" (jap. Viva Violent Fellow〜美しきモッシュピット〜) | Taka  | Taka       | 3:35  |
| 12. | "JUST" (with "Bossa Nova" hidden track)                                                        | Taka  | Taka       | 11:14 |